# State of Origin 1989
Die State of Origin Series 1989 waren die zehnte Ausgabe des Rugby-League-Turniers State of Origin. Es bestand aus drei Spielen, die zwischen dem 23. Mai und dem 28. Juni stattfanden. Queensland gewann die Series 3-0.

## Spiel 1
| 23. Mai | Queensland Maroons                                                                     | 36 : 6         | New South Wales Blues                           | Lang Park, Brisbane Zuschauer: 33.088 Schiedsrichter: Mick Stone |
| 23. Mai | Versuche: Hancock (2), Meninga (2), Langer, Lindner, McIndoe Erhöhungen: Meninga (4/7) | (18:0) Bericht | Versuche: Ettingshausen Erhöhungen: Daley (1/1) | Lang Park, Brisbane Zuschauer: 33.088 Schiedsrichter: Mick Stone |

| 1                  | Gary Belcher       |
| 2                  | Michael Hancock    |
| 3                  | Tony Currie        |
| 4                  | Mal Meninga        |
| 5                  | Alan McIndoe       |
| 6                  | Wally Lewis        |
| 7                  | Allan Langer       |
| 8                  | Dan Stains         |
| 9                  | Kerrod Walters     |
| 10                 | Martin Bella       |
| 11                 | Gene Miles         |
| 12                 | Paul Vautin        |
| 13                 | Bob Lindner        |
| Auswechselspieler: |                    |
| 14                 | Trevor Gillmeister |
| 15                 | Dale Shearer       |
| 16                 | Gary Coyne         |
| 17                 | Michael Hagan      |

| 1                  | Garry Jack           |
| 2                  | Chris Johns          |
| 3                  | Andrew Farrar        |
| 4                  | Laurie Daley         |
| 5                  | John Ferguson        |
| 6                  | Terry Lamb           |
| 7                  | Des Hasler           |
| 8                  | Paul Dunn            |
| 9                  | Mario Fenech         |
| 10                 | John Cartwright      |
| 11                 | Gavin Miller         |
| 12                 | Paul Sironen         |
| 13                 | Bradley Clyde        |
| Auswechselspieler: |                      |
| 14                 | Glenn Lazarus        |
| 15                 | Greg Alexander       |
| 16                 | Andrew Ettingshausen |
| 17                 | Chris Mortimer       |

## Spiel 2
| 14. Juni | New South Wales Blues                              | 12 : 16       | Queensland Maroons                                                        | Sydney Football Stadium, Sydney Zuschauer: 40.000 Schiedsrichter: David Manson |
| 14. Juni | Versuche: Daley, Johns Erhöhungen: Alexander (2/2) | (6:6) Bericht | Versuche: Hancock, Lewis, Walters Erhöhungen: Belcher (1/2) Meninga (1/1) | Sydney Football Stadium, Sydney Zuschauer: 40.000 Schiedsrichter: David Manson |

| 1                  | Garry Jack           |
| 2                  | Chris Johns          |
| 3                  | Andrew Ettingshausen |
| 4                  | Laurie Daley         |
| 5                  | John Ferguson        |
| 6                  | Chris Mortimer       |
| 7                  | Greg Alexander       |
| 8                  | Paul Dunn            |
| 9                  | Mario Fenech         |
| 10                 | Peter Kelly          |
| 11                 | Gavin Miller         |
| 12                 | Bruce McGuire        |
| 13                 | Bradley Clyde        |
| Auswechselspieler: |                      |
| 14                 | Des Hasler           |
| 15                 | John Cartwright      |
| 16                 | Brad Mackay          |
| 17                 | Alan Wilson          |

| 1                  | Gary Belcher       |
| 2                  | Michael Hancock    |
| 3                  | Tony Currie        |
| 4                  | Mal Meninga        |
| 5                  | Alan McIndoe       |
| 6                  | Wally Lewis        |
| 7                  | Allan Langer       |
| 8                  | Sam Backo          |
| 9                  | Kerrod Walters     |
| 10                 | Martin Bella       |
| 11                 | Gene Miles         |
| 12                 | Paul Vautin        |
| 13                 | Bob Lindner        |
| Auswechselspieler: |                    |
| 14                 | Michael Hagan      |
| 15                 | Dale Shearer       |
| 16                 | Trevor Gillmeister |
| 17                 | Gary Coyne         |

## Spiel 3
| 28. Juni | Queensland Maroons                                                                          | 36 : 16        | New South Wales Blues                                           | Lang Park, Brisbane Zuschauer: 33.268 Schiedsrichter: Greg McCallum |
| 28. Juni | Versuche: Shearer (2), Belcher, Currie, Hancock, McIndoe, Walters Erhöhungen: Shearer (4/7) | (8:12) Bericht | Versuche: Hasler, McGuire, Trewhella Erhöhungen: O’Connor (2/3) | Lang Park, Brisbane Zuschauer: 33.268 Schiedsrichter: Greg McCallum |

| 1                  | Gary Belcher       |
| 2                  | Michael Hancock    |
| 14                 | Dale Shearer       |
| 3                  | Tony Currie        |
| 5                  | Alan McIndoe       |
| 6                  | Wally Lewis        |
| 7                  | Michael Hagan      |
| 8                  | Sam Backo          |
| 9                  | Kerrod Walters     |
| 10                 | Martin Bella       |
| 11                 | Dan Stains         |
| 12                 | Gene Miles         |
| 13                 | Paul Vautin        |
| Auswechselspieler: |                    |
| 15                 | Peter Jackson      |
| 17                 | Gary Coyne         |
| 16                 | Trevor Gillmeister |
| 4                  | Kevin Walters      |

| 1                  | Garry Jack       |
| 2                  | Michael O’Connor |
| 3                  | Brian Johnston   |
| 4                  | Chris Johns      |
| 5                  | John Ferguson    |
| 6                  | Des Hasler       |
| 7                  | Greg Alexander   |
| 8                  | Peter Kelly      |
| 9                  | David Trewhella  |
| 10                 | Bruce McGuire    |
| 11                 | Mark Geyer       |
| 12                 | Gavin Miller     |
| 13                 | Brad Mackay      |
| Auswechselspieler: |                  |
| 14                 | Terry Matterson  |
| 15                 | John Cartwright  |
| 16                 | Phil Blake       |
| 17                 | Alan Wilson      |

## Man of the Match
| Spiel | Man of the Match |
| ----- | ---------------- |
| 1     | Martin Bella     |
| 2     | Wally Lewis      |
| 3     | Kerrod Walters   |